# Unbelievable (canção)
"Unbelievable" é uma canção da banda britânica de rock eletrônico EMF, que foi lançada como single em 1990.
Ela foi rankeada na posição 31 da lista "VH1's 100 Greatest One-Hit Wonders" de  2002, e na posição 98 da lista "VH1's 100 Greatest Songs of the 90s", de 2007.

## Singles
UK CD(CDR 6273)
1. "Unbelievable" – 3:30
2. "Unbelievable (The Cin City Sex Mix)" – 5:14
3. "EMF (live at The Bilson)" – 3:53

UK 7"(R 6273)
1. "Unbelievable" – 3:30
2. "EMF (live at The Bilson)" – 3:53

US CD (E2-56210)
1. "Unbelievable (single version)" – 3:30
2. "Unbelievable (Cin City Sex Mix)" – 5:14
3. "Unbelievable (Boot Lane Mix)" – 6:20
4. "Unbelievable (House Mix)" – 4:26
5. "Unbelievable (Hip Hop Mix)" – 4:10
6. "EMF (live at The Bilson)" – 3:53

## Prêmios e Indicações
| Ano  | Prêmio                | Categoria                                        | Resultado | Ref. |
| ---- | --------------------- | ------------------------------------------------ | --------- | ---- |
| 1991 | MTV Video Music Award | Melhor Clipe de Dance                            | Indicado  |      |
| 1991 | MTV Video Music Award | International Viewer's Choice Award — MTV Europe | Indicado  |      |
| 1992 | Juno Award            | Melhor Canção                                    | Indicado  |      |

## Desempenho nas Paradas Musicais e Certificações
| Parada Musical (1990–91)                       | Desempenho |
| ---------------------------------------------- | ---------- |
| Austrália (ARIA)                               | 8          |
| Áustria (Ö3 Austria Top 75)                    | 20         |
| Bélgica (Ultratop 50 de Flandres)              | 4          |
| Belgium (VRT Top 30 Flanders)                  | 5          |
| Canada Dance/Urban (RPM)                       | 3          |
| Canada Top Singles (RPM)                       | 4          |
| O campo songid é OBRIGATÓRIO PARA PARADA ALEMÃ | 9          |
| Irlanda (IRMA)                                 | 5          |
| Países Baixos (Dutch Top 40)                   | 6          |
| Países Baixos (Single Top 100)                 | 6          |
| Nova Zelândia (Recorded Music NZ)              | 12         |
| Noruega (VG-lista)                             | 8          |
| Poland (LP3)                                   | 18         |
| Suécia (Sverigetopplistan)                     | 9          |
| Suíça (Schweizer Hitparade)                    | 3          |
| Reino Unido (UK Singles Chart)                 | 3          |
| US Billboard Hot 100                           | 1          |
| Billboard Hot Dance Club Play                  | 9          |
| Billboard Hot Dance Music/Maxi-Singles Sales   | 5          |
| Billboard Modern Rock Tracks                   | 3          |
| Cash Box                                       | 1          |

| Parada Musical (1991)             | Posição |
| --------------------------------- | ------- |
| Australia (ARIA)                  | 35      |
| Belgium (Ultratop 50 Flanders)    | 52      |
| Canada (RPM Dance Tracks)         | 10      |
| Switzerland (Schweizer Hitparade) | 16      |
| US Billboard Hot 100              | 6       |
| US Cash Box                       | 5       |

| Região         | Certificação | Vendas   |
| -------------- | ------------ | -------- |
| (ARIA)         | ouro         | 35,000^  |
| (Music Canada) | ouro         | 50,000^  |
| (BPI)          | prata        | 200,000^ |
| (RIAA)         | ouro         | 500,000^ |

## Covers
- "Unbelievable" já foi gravada por diversas bandas,  incluindo Anal Cunt, The BossHoss, Thousand Foot Krutch e Tom Jones.[23]
- Uma versão modificada da canção, com o refrão "They're Crumbelievable", foi usada numa propaganda de televisão dos Crumbles da Kraft Foods em 2005.[24]
- Uma versão cover de Unbelievable é tocada no filme Barbie e As Três Mosqueteiras. Como a letra da canção original é imprópria para menores, ela foi completamente modificada para este filme.